# Cerecinos del Carrizal
Cerecinos del Carrizal ist ein nordwestspanischer Ort und eine Gemeinde (municipio) mit 108 Einwohnern (Stand: 2024) im Osten der Provinz Zamora der Autonomen Gemeinschaft Kastilien-León. 

## Lage
Cerecinos del Carrizal liegt in der kastilischen Hochebene in einer Höhe von etwa 680 m. Das Stadtzentrum der Provinzhauptstadt Zamora ist nur etwa 18 Kilometer (Fahrtstrecke) in südsüdwestlicher Richtung entfernt. Das Klima im Winter ist durchaus kalt, im Sommer dagegen warm bis heiß; die eher spärlichen Regenfälle (531 mm/Jahr) fallen verteilt übers ganze Jahr.

## Bevölkerungsentwicklung
| Jahr      | 1970 | 1981 | 1991 | 2001 | 2011 | 2021 |
| Einwohner | 347  | 256  | 189  | 155  | 139  | 112  |

## Sehenswürdigkeiten
- Salvatorkirche (Iglesia de San Salvator)

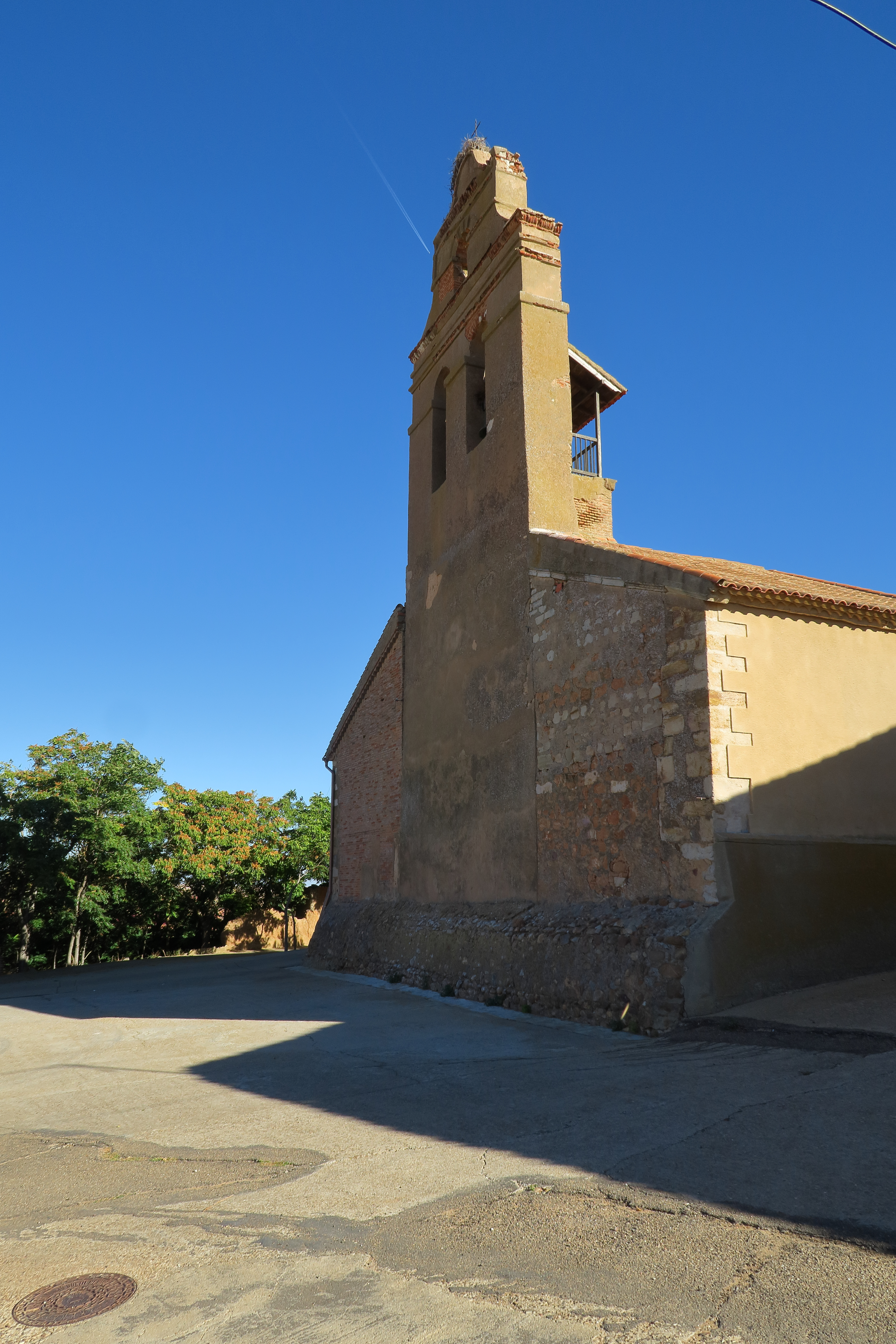
Salvatorkirche